# Краснохохлые мухоловки
Краснохохлые мухоловки (лат. Erythrocercus) — род птиц монотипического семейства Erythrocercidae.
Представители рода распространены в тропических галерейных лесах Африки.
Мелкие птицы длиной 9—12 см, с массивным, но стройным телосложением, большой округлой головой, тонким клювом, маленькими и закругленными крыльями (при этом птицы прекрасно летают), прочными и относительно длинными ногами и длинным хвостом. У основания клюва нитевидные перья образуют вибриссы.
Оперение, как правило, желтовато-коричневого или серого окраса на большей части тела. Брюхо и верх головы яркой расцветки. Хвост оранжевый.

## Виды
- Золотоспинная краснохохлая мухоловка (Erythrocercus holochlorus)
- Краснохохлая мухоловка Ливингстона (Erythrocercus livingstonei)
- Бурошапочная краснохохлая мухоловка (Erythrocercus mccallii)